# Gregorio Sierra
Gregorio Sierra Pérez (Murcia, 5 marzo 1993) è un calciatore spagnolo, difensore del Burgos.

## Carriera
Ha esordito in Segunda División l'8 ottobre 2017 disputando con il Numancia l'incontro perso 3-0 contro il Real Saragozza.

## Statistiche

### Presenze e reti nei club
Statistiche aggiornate al 3 dicembre 2021.
| Stagione        | Squadra           | Campionato      | Campionato | Campionato | Coppe nazionali | Coppe nazionali | Coppe nazionali | Coppe continentali | Coppe continentali | Coppe continentali | Altre coppe | Altre coppe | Altre coppe | Totale | Totale |
| Stagione        | Squadra           | Comp            | Pres       | Reti       | Comp            | Pres            | Reti            | Comp               | Pres               | Reti               | Comp        | Pres        | Reti        | Pres   | Reti   |
| --------------- | ----------------- | --------------- | ---------- | ---------- | --------------- | --------------- | --------------- | ------------------ | ------------------ | ------------------ | ----------- | ----------- | ----------- | ------ | ------ |
| 2013-gen. 2014  | Noja              | SDB             | 5          | 0          |                 | -               | -               |                    | -                  | -                  |             | -           | -           | 5      | 0      |
| 2015-2016       | La Hoya Lorca     | SDB             | 23         | 0          |                 | -               | -               |                    | -                  | -                  |             | -           | -           | 23     | 0      |
| 2016-2017       | Valencia Mestalla | SDB             | 39         | 2          |                 | -               | -               |                    | -                  | -                  |             | -           | -           | 39     | 2      |
| 2017-2018       | Numancia          | SD              | 5          | 0          | CR              | 5               | 0               |                    | -                  | -                  |             | -           | -           | 10     | 0      |
| 2018-gen. 2019  | Numancia          | SD              | 2          | 0          | CR              | 1               | 0               |                    | -                  | -                  |             | -           | -           | 3      | 0      |
| Totale Numancia | Totale Numancia   | Totale Numancia | 7          | 0          |                 | 6               | 0               |                    | -                  | -                  |             | -           | -           | 13     | 0      |
| gen.-giu. 2019  | UCAM Murcia       | SDB             | 10         | 0          | CR              | -               | -               |                    | -                  | -                  |             | -           | -           | 10     | 0      |
| 2019-2020       | Sabadell          | SDB             | 29         | 1          |                 | -               | -               |                    | -                  | -                  |             | -           | -           | 29     | 1      |
| 2020-2021       | Sabadell          | SD              | 34         | 0          | CR              | 1               | 0               |                    | -                  | -                  |             | -           | -           | 35     | 0      |
| Totale Sabadell | Totale Sabadell   | Totale Sabadell | 63         | 1          |                 | 1               | 0               |                    | -                  | -                  |             | -           | -           | 64     | 1      |
| 2021-2022       | Burgos            | SD              | 10         | 2          | CR              | 0               | 0               |                    | -                  | -                  |             | -           | -           | 10     | 2      |
| Totale carriera | Totale carriera   | Totale carriera | 157        | 5          |                 | 7               | 0               |                    | -                  | -                  |             | -           | -           | 164    | 5      |